# 姜纪
姜纪（?—?），十六国时后凉、后秦大臣。
姜纪在后凉担任尚书。399年，吕弘派姜纪联络吕纂，反对君王吕绍。吕绍自杀，吕超逃奔广武。吕纂即位，400年，吕纂准备进攻北凉，姜纪劝阻：“盛夏农事很忙，应该息兵。今远征岭西，南凉秃发利鹿孤乘进攻京师，怎么办！”吕纂不从西征北凉。南凉袭姑臧，吕纂听说后带兵回来。401年，吕超反对吕纂，吕纂派吕佗、吕纬守北城，姜纪、焦辨守南城，杨桓、田诚守东苑。吕纬联络吕超。吕超立吕隆为主。姜纪向南凉秃发利鹿孤投降，广武公禿髮傉檀与他探讨战略，非常喜爱、推崇姜纪，坐则连席，出则同车，每次在一起谈论事情，夜以继日。秃发利鹿孤对禿髮傉檀说：“姜纪确有高才，但我看他没有常性，定不会长久留在我国。不如杀了他，否则，姜纪如果去了秦国（后秦），定会成为我国得祸患。”禿髮傉檀说：“我以布衣之交平等待他，姜纪一定不会对不起我。”八月，姜纪带着几十个骑兵投奔后秦，对姚硕德说：“吕隆孤城无援，明公率大军兵临城下，他定会投降。但是他心里不一定服从。请明公交给我三千人步、骑兵，与王松匆利用后凉归顺的焦朗、华纯的部众，等待着凉国内讧，征服吕隆，就不成问题了。不然，现在秃发利鹿孤在南方，兵强国富，若再占有姑臧城，那么他威势更加强盛，沮渠蒙逊和李暠无力抵抗，必定归附秃发。如此，就是我们秦国的大敌了。”姚硕德上奏姚兴，请求任命姜纪做武威郡太守，给他部队两千人，驻守晏然。吕超进攻姜纪驻守的晏然，没有攻克。
408年，后秦广平公姚弼以中军将军和后军将军姚敛成、镇远将军乞伏归率领三万步骑伐南凉，姚弼从金城一带渡过黄河。姜纪劝说姚弼：“我国大军表面称要讨伐刘勃勃，禿髮傉檀守备很严，请给我五千人轻装骑兵，突袭其都城姑臧城门，城外居民便全都归我所有，他剩下孤城，没有救援，就可以坐等城破了。”姚弼不听，结果兵败而归。411年，姚弼担任雍州刺史，镇守安定。姜纪投靠姚弼，极尽谄媚，劝说姚弼结交姚兴近臣，争取回朝任职。姚兴征召姚弼为尚书令、侍中、大将军。姚兴死后，太子姚泓即位，417年，征北将军、齐公姚恢自称大都督、建义大将军，声称除君侧。扬威将军姜纪率部归附了姚恢。姚恢抵达新支，姜纪对姚恢说：“国家重将、大兵皆在东方，京师空虚，公亟引轻兵袭之，必克。”姚恢没有同意，兵败被杀。